# Dikra
Dikra is een Marokkaanse meisjesnaam. Dit is het Arabische woord voor 'herinnering'.